# Великі Мордовські Пошати
Великі Мордо́вські Поша́ти (рос. Большие Мордовские Пошаты, ерз. Сире Мокшень) — присілок у складі Єльниківського району Мордовії, Росія. Адміністративний центр Великомордовсько-Пошатського сільського поселення.
Населення — 316 осіб (2010; 373 у 2002).
Національний склад (станом на 2002 рік):
- мордва — 90 %